# Carl Oscar Troilius

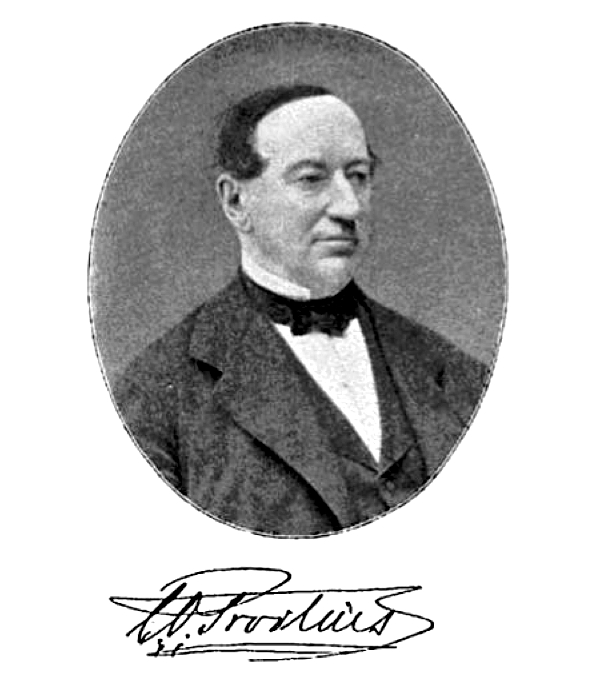
Carl Oscar Troilius

Carl Oscar Troilius (* 26. Januar 1813 in Nora, Örebro län; † 11. Dezember 1899 in Stockholm) war ein schwedischer Generaldirektor und Reichstagsabgeordneter.

## Lebenslauf
Troilius war der Sohn des Bergsråd (Bergsråd ist der Stellvertreter des Präsidenten einer Bergbaugesellschaft) Samuel Troilius (1757–1841). Er studierte ab 1827 in Uppsala, wo er 1831 eine juristische Prüfung (Hofrättsexamen) 1834 ein Bergexamen ablegte. Anschließend studierte er bis 1835 an der Bergbauschule in Falun. Nach Abschluss einer weiteren Bergbauausbildung am Bergskollegium 1836 führte er bis 1841 Messungen, Kartierungen und geologische Untersuchungen für den Bergbau in den Bergbaustätten durch und erstellte Arbeitspläne. 1856 wurde er zum Bergmeister des 6. Bezirks ernannt, dieses Amt führte er bis 1874 aus.
1856 war er der Initiator für den Bau der ersten lokomotivbetriebenen, normalspurigen Eisenbahnstrecke Schwedens zwischen Nora und Ervalla. Von 1863 bis 1887 war er Generaldirektor des staatlichen Eisenbahnwesens in Schweden, ab 1887 Statens Järnvägar.
Als Vertreter des Wahlkreises Örebro län war er von 1867 bis 1875 Mitglied der Ersten Kammer des schwedischen Reichstages. Ab 1878 war Troilius Mitglied der Königlich Schwedischen Akademie der Wissenschaften und wurde 1877 Mitglied der ersten Klasse der Königlichen Kriegswissenschaftsakademie. Zudem gehörte er dem schwedischen Komitee für die Teilnahme an den Weltausstellungen in London 1862, Wien 1873, Philadelphia 1876 und Paris 1878, sei 1874 Kommerskollegium (staatliche Behörde für Außenhandel), an. Er verfasste im Lefnadsteckningar öfver Kongl. Svenska vetenskaps akademiens efter år 1854 aflidna ledamöter Band 3 (1886–1894) ein Memorandum für Nils Ericson.
Seit 1850 war er mit Emilia Henrika Augusta Petré, einer Tochter des Reichstagsabgeordneten Johan Theodor „Thore“ Petre verheiratet. Sein Grab befindet sich auf dem Södra kyrkogården in Nora.